# Voivodia de Łęczyca
Voivodia de Łęczyca foi uma unidade de divisão administrativa e governo local da Polônia a partir do século XIV até as Partições da Polônia em 1772-1795. Fazia parte da província da Grande Polônia.
Sede de governo:  Łęczyca
Voivodas:
- Jan "Scibor" Taczanowski (cerca de 1437)
- Stanisław Radziejowski (1627-1637)
- Maksymilian Przerębski (1637-1639)
- Stefan Gembicki (1639-1653)

Sede do Conselho regional (Sejmik):  Łęczyca
Condados:
- Condado de Łęczyca (powiat łęczycki) -  Łęczyca
- Condado de Brzeziny (powiat brzeziński) -  Brzeziny
- Condado de Orłów (powiat orłowski) - Orłów

Voivodias vizinhas:
- Voivodia de Sieradz
- Voivodia de Kalisz
- Voivodia de Brzesc Kujawski
- Voivodia de Rawa
- Voivodia de Sandomierz